# زیردریایی کلاس-جی
زیردریایی کلاس-جی ممکن است به یکی از موارد زیر اشاره داشته باشد:
- زیردریایی کلاس-جی (ایالات متحده آمریکا)
- زیردریایی کلاس-جی (بریتانیا)